# Francesco Fontana (architecte)
Pour les articles homonymes, voir Francesco Fontana (homonymie) et Fontana.
Francesco Fontana, né le 23 avril 1668 à Rome et mort le 3 juillet 1708 à Castel Gandolfo, est un architecte et ingénieur baroque italien des XVIIe et XVIIIe siècles.

## Biographie
Francesco Fontana naît en 1668 à Rome. Son père est Carlo Fontana, architecte et sculpteur bien établi localement. Il devient élève de son père et travaille plus tard pour lui. Une de ses premières commissions est la chapelle San Gesualdo de la cathédrale de Velletri, commandée par le cardinal Alderano Cibo et dont la construction s'échelonne de 1694 à 1698. Sa première commission présente une certaine influence du style de son père. Il apprend aussi l'ingénierie hydraulique (en) et devient en 1695 directeur d'Acqua Felice, un système d'aqueducs local où, au bout d'un an, il publie le rapport sur les infrastructures d'Acqua Felice. La même année, il planifie la reconstruction de l'église di Santa Scolastica (it) de Rieti, reconstruction accomplie par les ouvriers d'Antonio Maria Ravazzani. En 1696, il est chargé par l'hospice apostolique de transformer le temple de Neptune en poste douanier.
Entre 1696 et 1699, il réalise la reconstruction du Palazzo Panciatichi de Florence, alors commandée par le cardinal Bandino Panciatici. De 1697 à 1701, il œuvre dans le transept de l'église San Salvatore in Lauro, conçue par Ottaviano Mascherino, mais n'achève pas sa tâche. Il est l'un des architectes choisis par les Bénédictins pour réaliser un projet à l'abbaye de Fulda, mais c'est finalement Johann Dientzenhofer qui est retenu. Ses plans s'apparentaient à ceux de la basilique des Saints-Apôtres de Rome.
Il est à Ravenne de 1701 à 1705, travaillant sur l'église de Santa Maria del Suffragio. En 1705, il conçoit la voûte abaissée de la basilique Saint-Pierre-aux-Liens. Pendant la même période, il s'occupe de la reconstruction de l'église Santa Maria della Neve al Colosseo, en recréant la façade dans le style de Francesco Borromini. Il participe à la fondation du Musée des maquettes de la fabrique de Saint-Pierre et y restaurent les maquettes en bois des œuvres de Giuliano da Sangallo et de la coupole de la basilique Saint-Pierre. Il a aussi travaillé à la cour du Belvédère et au jardin secret, et est admis comme son père à l'Accademia di San Luca. Il meurt de façon prématurée à sa maison de Castel Gandolfo et est remplacé par son fils Mauro. Quand ce dernier meurt, la lignée et la tradition familiale s'éteignent, Mauro n'ayant eu aucun enfants.

## Réalisations
Liste non-exhaustive de ses réalisations :